# Флаг Советского района (Кировская область)
Флаг Сове́тского муниципального района Кировской области Российской Федерации.
Флаг утверждён 16 июня 2004 года и внесён в Государственный геральдический регистр Российской Федерации с присвоением регистрационного номера 1518.

## Описание
«Флаг Советского района представляет собой прямоугольное красное полотнище с отношением ширины к длине 2:3, воспроизводящее фигуры герба: в центре двух сообращённых жёлтых иволг, держащих клювами белую еловую лапу, и полосу, сложенную из белых камней разной формы, с чёрной муровкой в 1/7 ширины полотнища отстоящую от нижнего края на 1/7 ширины полотнища».

## Обоснование символики
Флаг Советского района разработан на основе герба, который отражает исторические, культурные и природные особенности района.
В 1918 году слобода Кукарка была переименована в город Советск. Это первый город в Вятской губернии созданный Советской властью. Тогда же был основан Советский уезд, преобразованный в 1929 году в район.
То, что район родился в Советскую эпоху и носит её имя отражено на флаге красным цветом полотнища.
Полоса, сложенная из камней — символ одного из самых развитых промыслов среди местного населения — добычи и художественной обработки опочного камня.
Белая еловая лапа с одной стороны указывает на основное природное богатство — леса; а с другой — своими очертаниями символизирует кружева, которыми славятся не только в России, но и за рубежом кукарские мастерицы.
Иволга в геральдике считается птицей-труженицей, и в гербе птицы символизируют те качества человеческого характера, которые необходимы любому мастеру — терпение, трудолюбие, любовь к своему делу.
Красный цвет — символ труда, мужества, жизненной силы.
Жёлтый цвет (золото) — символ постоянства, уважения, прочности, великодушия.
Белый цвет (серебро) — символизирует чистоту, искренность, чистосердечность, благородство.
Чёрный цвет — символ мудрости, скромности, покоя.